# Turret Peak (Antarktika)
Der Turret Peak ist ein 2790 m hoher und markanter Berggipfel der Millen Range in den Victory Mountains des ostantarktischen Viktorialands. Er ragt 11 km nordwestlich des Crosscut Peak auf. Die Gipfelspitze ist ein 10 m hoher Felssporn, der eine besonders gute Landmarke darstellt.
Mitglieder der New Zealand Federated Mountain Clubs Antarctic Expedition (1962–1963) benannten ihn deskriptiv nach dem englischen Wort turret für Türmchen.